# Mistrovství světa v boxu 1982
III. mistrovství světa v boxu proběhlo v Mnichově, Německo ve dnech 4. až 15. května 1982. Organizátorem turnaje mistrovství světa byla Association Internationale de Boxe Amateur (AIBA).

## Československá stopa
Závěrečná příprava na mistrovství světa probíhala v druhé polovině dubna v Teplýšovicích na Benešovsku. Přípravu vedl poprvé jako šéftrenér Petr Král s asistenty Františkem Gašparíkem, Františkem Patočkou, Františkem Caplem.
Vedoucí výpravy: František Valent, šéftrenér reprezentace: Petr Král, trenér reprezentace: František Gašparík, rozhodčí: Zdeněk Směja
Na mistrovství světa startovalo za Československo 6 boxerů:
- −54 kg: Pavol Madura (* 1962) ze SVŠ MV ČSZTV Bratislava (TJ Spartak Dubnica nad Váhom)
- −57 kg: Miroslav Šándor (* 1958) z ASVS Dukla Olomouc
- −60 kg: Tibor Puha (* 1958) z ASVS Dukla Olomouc
- −63,5 kg: Jaroslav Polák (* 1961) ze SVS FMV Praha (TJ Rudá hvězda Ústí nad Labem)
- −75 kg: Ivan Gonda (* 1958) z ASVS Dukla Olomouc
- −81 kg: Jaroslav Ligoš (* 1961) ze SVS FMV Praha (TJ Rudá hvězda Ústí nad Labem)

## Výsledky
| Muži     | Zlato                    | Stříbro                   | Bronz                     | Bronz                         |
| -------- | ------------------------ | ------------------------- | ------------------------- | ----------------------------- |
| –48 kg   | Ismail Mustafov (BUL)    | Ko Jong-hwan (PRK)        | Ho Jong-mo (KOR)          | Dietmar Geilich (GDR)         |
| –51 kg   | Jurij Alexandrov (URS)   | Michael Collins (USA)     | Jesús Pool (VEN)          | Constantin Titoiu (ROU)       |
| –54 kg   | Floyd Favors (USA)       | Viktor Mirošnyčenko (URS) | Sami Buzoli (YUG)         | Klaus-Dieter Kirchstein (GDR) |
| –57 kg   | Adolfo Horta (CUB)       | Ravsalyn Otgonbajar (MGL) | Bernard Gray (USA)        | Richard Nowakowski (GDR)      |
| –60 kg   | Ángel Herrera (CUB)      | Pernell Whitaker (USA)    | Milivoj Labudović (YUG)   | Viorel Ioana (ROU)            |
| –63,5 kg | Carlos García (CUB)      | Kim Tong-kil (KOR)        | Shadrach Odhiambo (SWE)   | Mirko Puzović (YUG)           |
| –67 kg   | Mark Breland (USA)       | Serik Konakbajev (URS)    | Roland Omoruyi (NGR)      | Manfred Zielonka (FRG)        |
| –71 kg   | Alexandr Koškin (URS)    | Armando Martínez (CUB)    | Thomas Corr (IRL)         | Michail Takov (BUL)           |
| –75 kg   | Bernardo Comas (CUB)     | Tarmo Uusivirta (FIN)     | Pedro van Raamsdonk (NED) | Iran Barkley (USA)            |
| –81 kg   | Pablo Romero (CUB)       | Paweł Skrzecz (POL)       | Vladimir Šin (URS)        | Pero Tadić (YUG)              |
| –91 kg   | Oleksandr Jahubkin (URS) | Jürgen Fanghänel (GDR)    | Grzegorz Skrzecz (POL)    | Hermenegildo Baez (CUB)       |
| +91 kg   | Tyrrell Biggs (USA)      | Francesco Damiani (ITA)   | Petar Stojmenov (BUL)     | Peter Hussing (FRG)           |

## Medailová bilance
V boxu se rozdělilo celkem 12 sad medailí.
| Pořadí | Stát                                   |       | Muži    | Muži  | Muži | Celkem |
| Pořadí | Stát                                   | Zlato | Stříbro | Bronz |      | Celkem |
| ------ | -------------------------------------- | ----- | ------- | ----- | ---- | ------ |
| 1.     | Kuba (CUB)                             |       | 5       | 1     | 1    | 7      |
| 2.     | USA (USA)                              |       | 3       | 2     | 2    | 7      |
| 3.     | Sovětský svaz (URS)                    |       | 3       | 2     | 1    | 6      |
| 4.     | Bulharská lidová republika (BUL)       |       | 1       | 0     | 2    | 3      |
| 5.     | Východní Německo (GDR)                 |       | 0       | 1     | 3    | 4      |
| 6.     | Polsko (POL)                           |       | 0       | 1     | 1    | 2      |
| 6.     | Jižní Korea (KOR)                      |       | 0       | 1     | 1    | 2      |
| 8.     | Finsko (FIN)                           |       | 0       | 1     | 0    | 1      |
| 8.     | Itálie (ITA)                           |       | 0       | 1     | 0    | 1      |
| 8.     | Mongolsko (MGL)                        |       | 0       | 1     | 0    | 1      |
| 8.     | Severní Korea (PRK)                    |       | 0       | 1     | 0    | 1      |
| 12.    | Jugoslávie (YUG)                       |       | 0       | 0     | 4    | 4      |
| 13.    | Rumunská socialistická republika (ROU) |       | 0       | 0     | 2    | 2      |
| 13.    | Západní Německo (FRG)                  |       | 0       | 0     | 2    | 2      |
| 15.    | Irsko (IRL)                            |       | 0       | 0     | 1    | 1      |
| 15.    | Nizozemsko (NED)                       |       | 0       | 0     | 1    | 1      |
| 15.    | Nigérie (NGR)                          |       | 0       | 0     | 1    | 1      |
| 15.    | Švédsko (SWE)                          |       | 0       | 0     | 1    | 1      |
| 15.    | Venezuela (VEN)                        |       | 0       | 0     | 1    | 1      |
| Celkem | Celkem                                 |       | 12      | 12    | 24   | 48     |